# Fiordland nationalpark

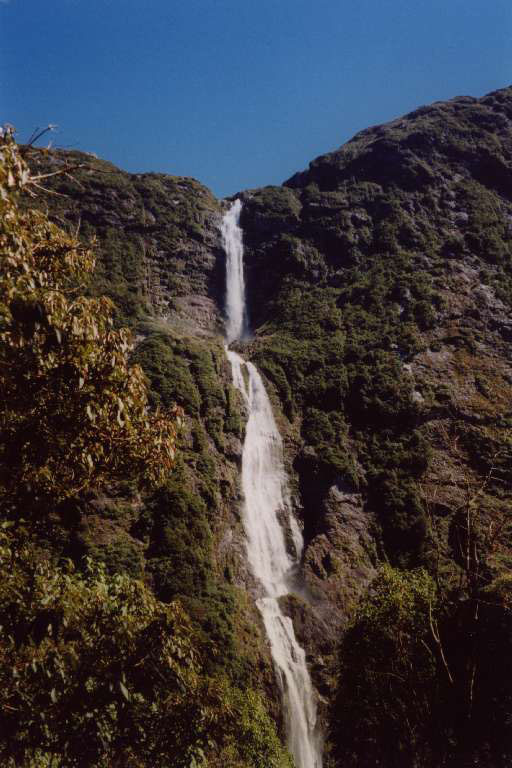
Vattenfallet Sutherland Falls

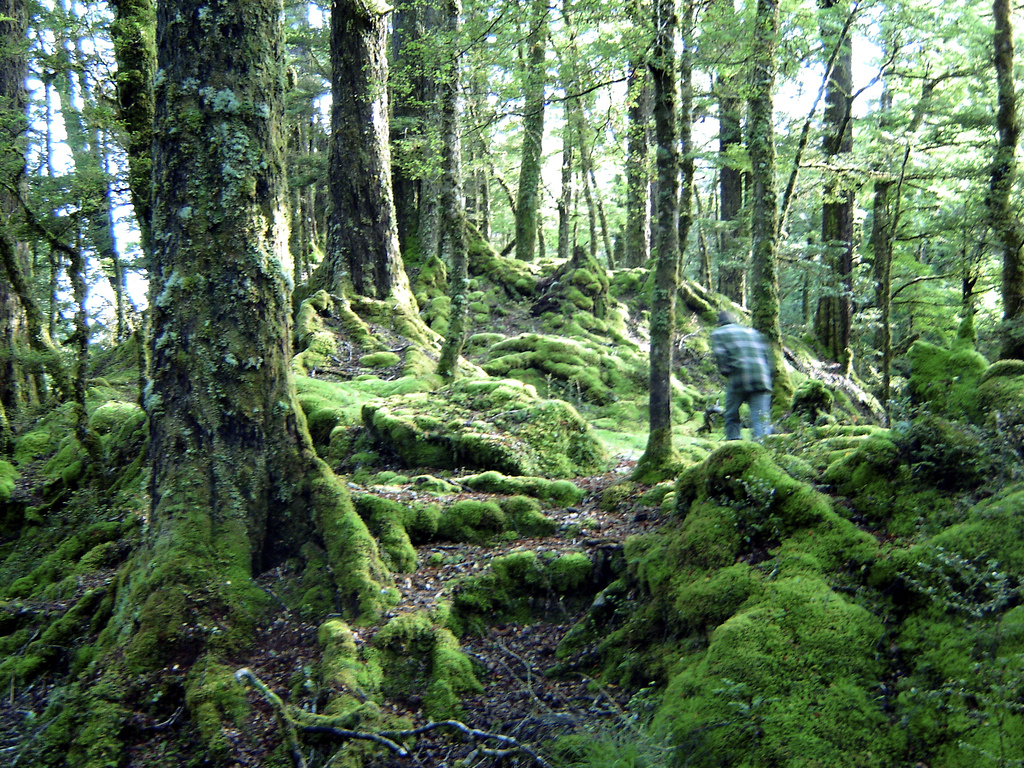
Skog i Fiordland

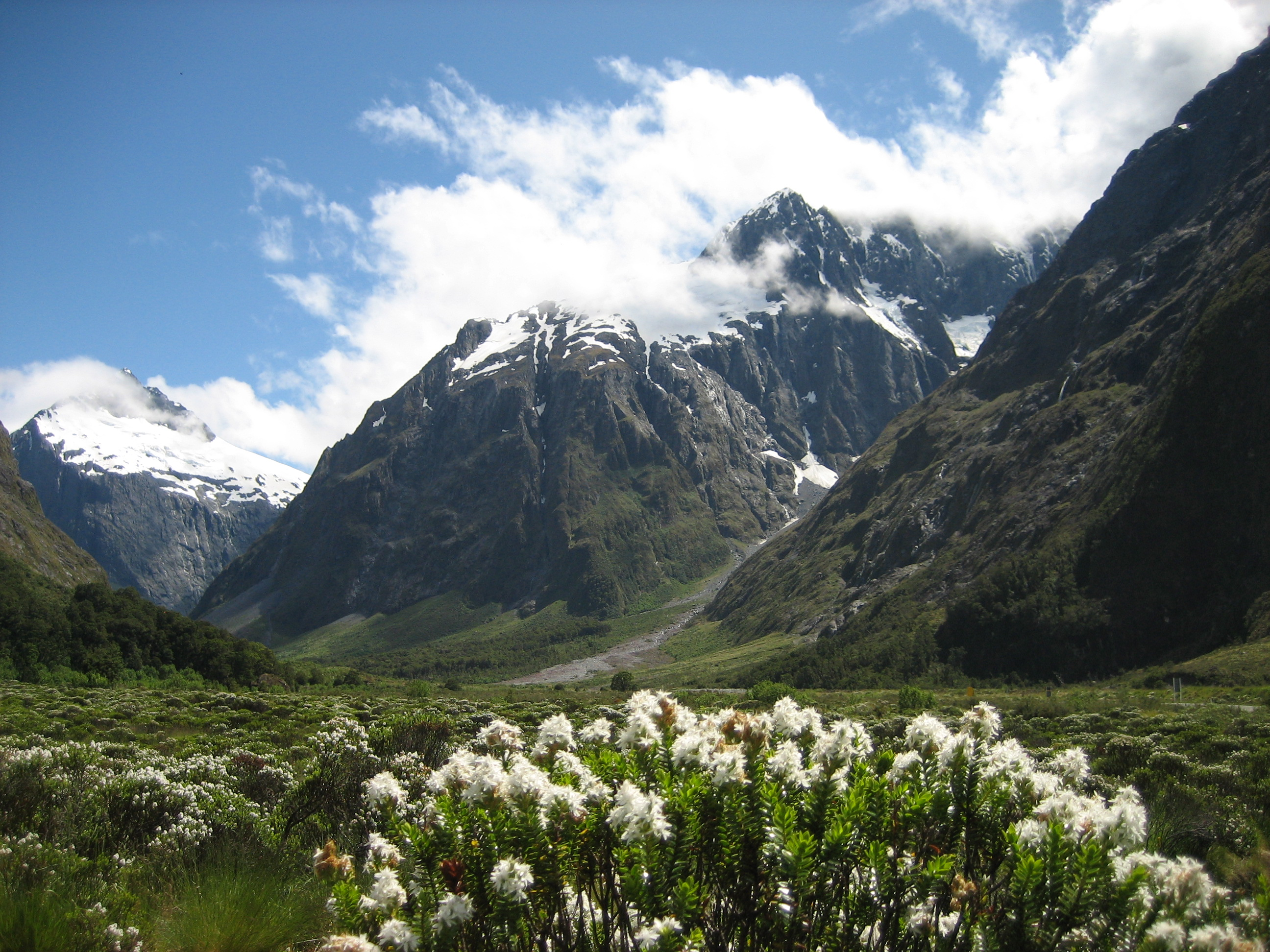
Berglandskap i Fiordland

Fiordland nationalpark är en nationalpark i Nya Zeeland som ingår i världsarvsområdet Te Wahipounamu. Parken ligger på den sydvästra spetsen av Sydön och omfattar cirka 12 500 kvadratkilometer.

## Geografi
Området är särskilt känt för sin kust, som påminner om kusterna i Norge med fjordar som bildats då området varit nedisat. Den mest berömda och besökta fjorden är Milford Sound. Naturen i parken består i övrigt av berg, skogar, sjöar och floder. Det finns också många vattenfall i parken, varav ett av de mest kända är Sutherland Falls. Parken förvaltar även Solanderöarna.

## Klimat
Klimatet är tempererat, men kan variera ganska mycket beroende på höjd. I de lägre områdena kan det vara förhållandevis milt, även på vintern, medan det på de högre höjderna kan vara mycket kallt, även på sommaren. De högsta bergen finns i nationalparkens norra del och där är bergstopparna vanligen täckta av snö året runt.

## Växtliv
Floran i Fiordland nationalpark är mycket artrik. I skogarna växer träd som sydbok, rimu, totara, matai och kahikatea. Det finns också flera arter av trädormbunkar och orkidéer.

## Djurliv
Fågelfaunan innehåller bland annat takahen,  kiwi och dvärgpingvin. På de två öarna Resolution Island och Secretary Island utanför kusten görs försök att rädda den ytterst sällsynta kakapon. 
Den ursprungliga däggdjursfaunan innehåller däremot inte så många arter, men till dessa hör nyzeeländsk pälssäl och fladdermöss. Det finns dock ättlingar till flera från Europa införda och förvildade däggdjur i parken, såsom gems, hare och hermelin.